# Tjäktjaure (Arjeplogs socken, Lappland)
Tjäktjaure, aktuell stavning Tjäktjajávrre, är en sjö i Arjeplogs kommun i Lappland och ingår i Piteälvens huvudavrinningsområde. Sjön har en area på 1,53 kvadratkilometer och ligger 430 meter över havet.

## Delavrinningsområde

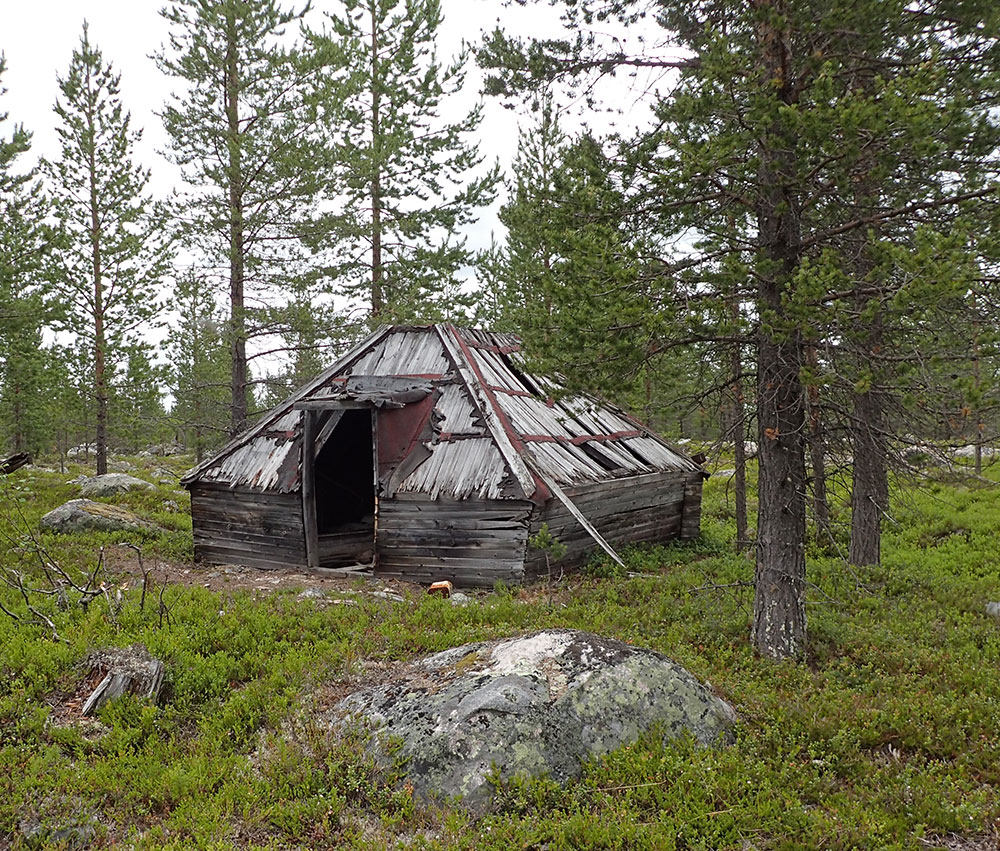
Brädkåta vid Tjäktjajávrres östra sida.

Tjäktjaure ingår i det delavrinningsområde (735181-161895) som SMHI kallar för Utloppet av Tjäktjaure. Medelhöjden är 437 meter över havet och ytan är 5,95 kvadratkilometer. Det finns inga avrinningsområden uppströms utan avrinningsområdet är högsta punkten. Vattendraget som avvattnar avrinningsområdet har biflödesordning 4, vilket innebär att vattnet flödar genom totalt 4 vattendrag innan det når havet efter 204 kilometer. Avrinningsområdet består mestadels av skog (71 procent). Avrinningsområdet har 1,7 kvadratkilometer vattenytor vilket ger det en sjöprocent på 28,6 procent.